# Езда по снегу (велосипед)

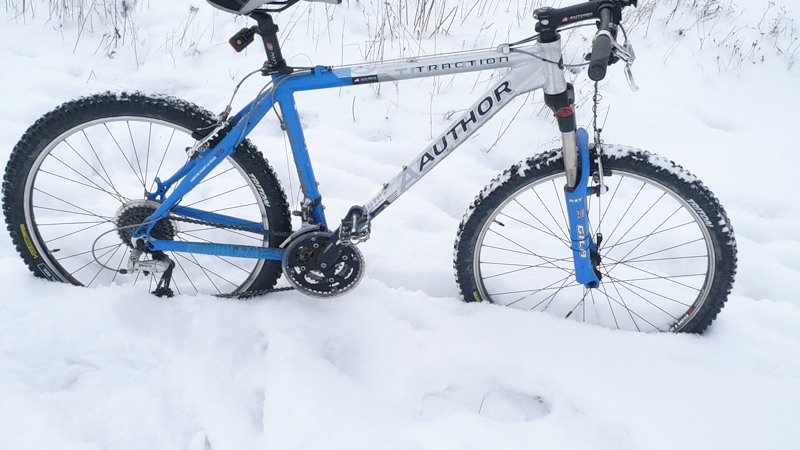
Велосипед в снегу

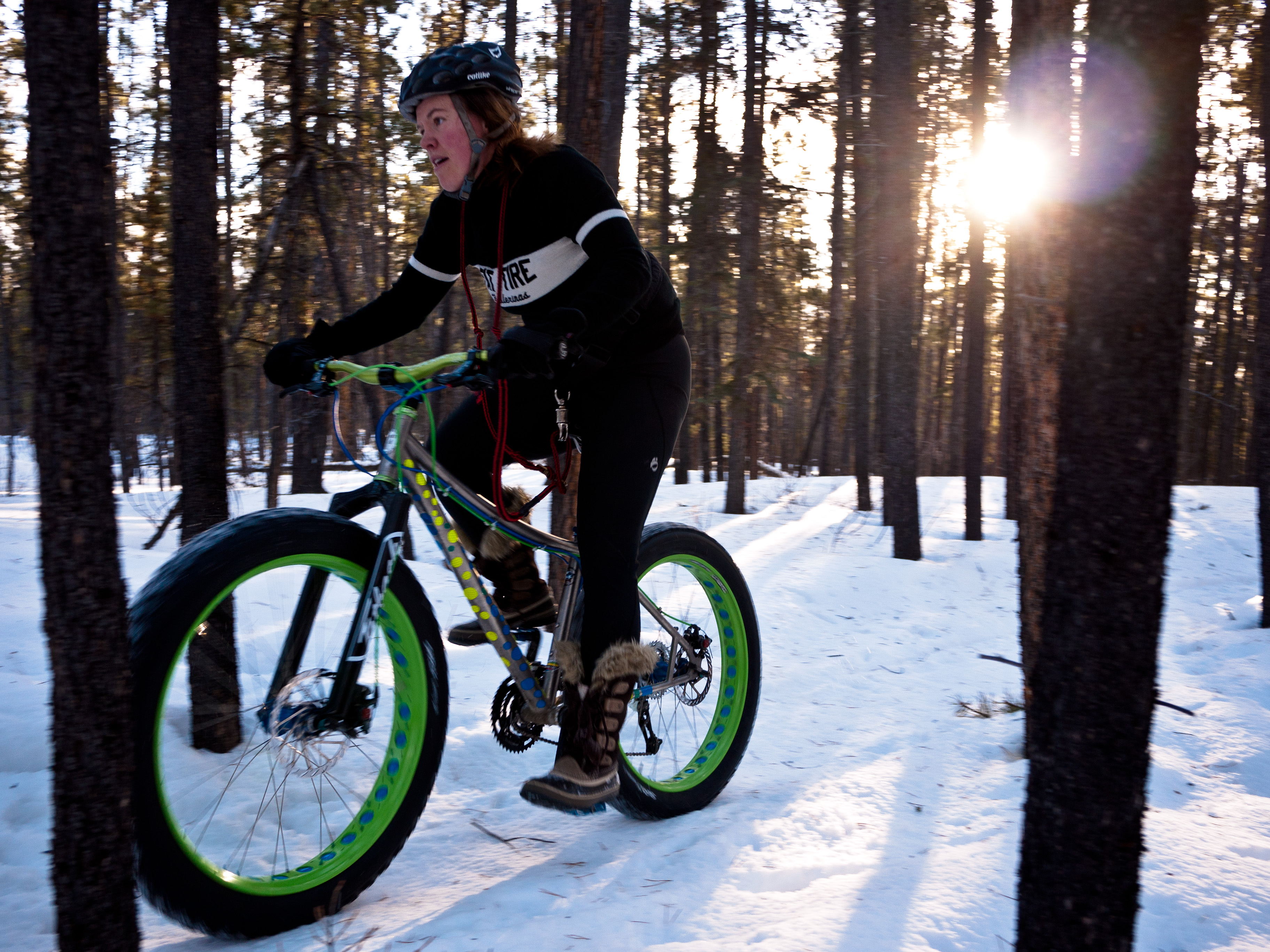
Катание на фэт-байке по снегу

Езда по снегу (англ. Icebiking или англ. Snowbiking) — это катание на велосипеде по поверхности, покрытой снегом и льдом. Низкая температура воздуха становится не только причиной дискомфорта для велосипедиста, но также влияет на многие узлы велосипеда, снижая их эффективность и повышая износ. Особенно это актуально для велосипедов, в состав которых входят композитные материалы. Следует избегать использования ободных тормозов (из-за малой эффективности), заменив их дисковыми тормозами.